# ブリアンションの定理

ブリアンションの定理

ブリアンションの定理（ブリアンションのていり）は、フランスの数学者シャルル・ブリアンションが発表した幾何学に関する定理。一つの円錐曲線に接する六つの接線により構成された六角形をP1P2P3P4P5P6として、直線P1P4, P2P5, P3P6は一点で交わる。双対の定理はパスカルの定理である。
ブリアンションの定理は一般に4n + 2角形に一般化され、2n本が共点であるとき残りの一本も同じ点で交わる（メビウスにより発見された）。

## 退化

六角形が三角形に退化した場合のブリアンションの定理。

六角形を三角形に退化させると、円錐曲線は、その三角形の内接円錐曲線になる。特に楕円の場合、内接楕円になる。このときP1P4, P2P5, P3P6の交点はブリアンション点または核心と呼ばれる。

## 証明
円の場合のブリアンションの定理は根軸を応用して証明される。任意の長さMNの線分を接点を起点として接線上にとる。このとき接点でない方の線分の端と、反対の接線の、接点でない方の線分の端で、接線に接する円を描く。このようにして出来た3円の根軸はピトーの定理から六角形の頂点と反対の点を結んだ直線だと分かる。根軸定理より、この3線は、一点（根心）で交わる。